# Галабея

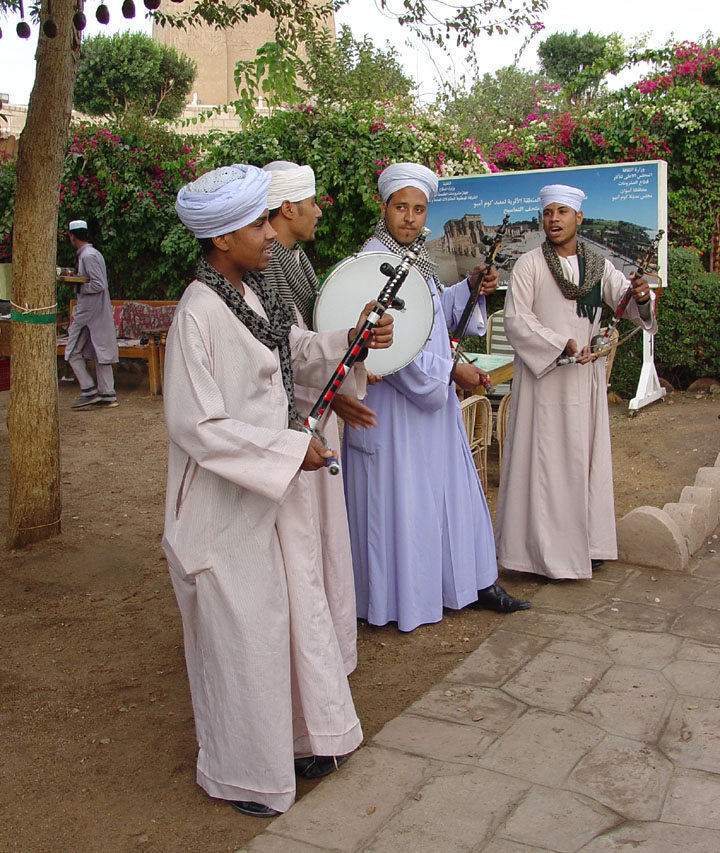
Єгипетські музиканти в міському варіанті галабеї

Галабе́я, галабі́я (араб. جلابية) або джела́ба (араб. جلابة) — національний одяг народів Північної і Центральної Африки, довга (до п'ят) чоловіча сорочка без коміра, з широкими рукавами.